# Ninh Bình (provincie)
Ninh Bình is een provincie van Vietnam.
Ninh Bình telt 928.500 inwoners op een oppervlakte van 1392 km².

## Districten
Ninh Bình is verdeeld in twee steden (Hoa Lư en Tam Điệp) en zes districten:
- Gia Viễn
- Kim Sơn
- Nho Quan
- Yên Khánh
- Yên Mô

## Zie ook

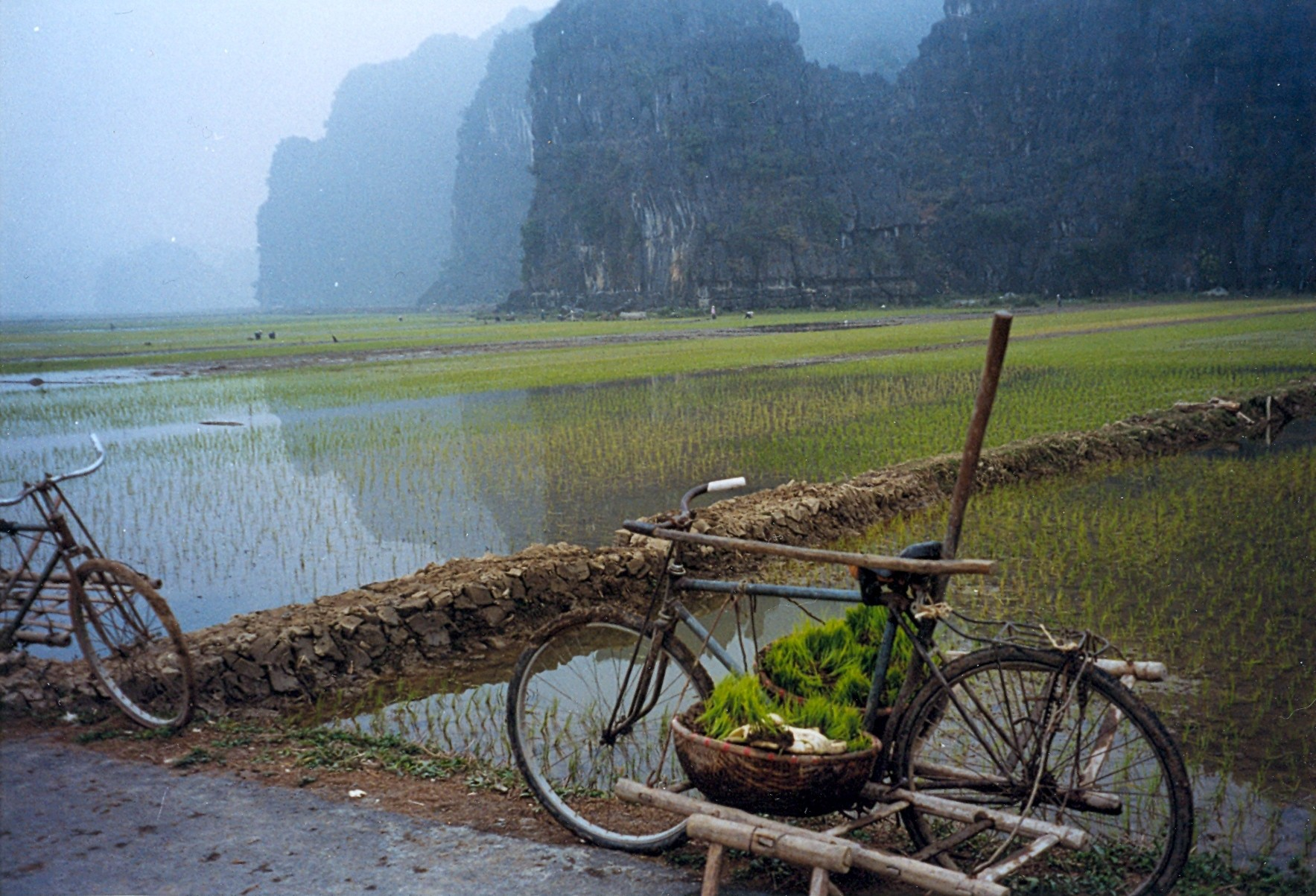
Landschap bij Tam Cốc in Ninh Bình

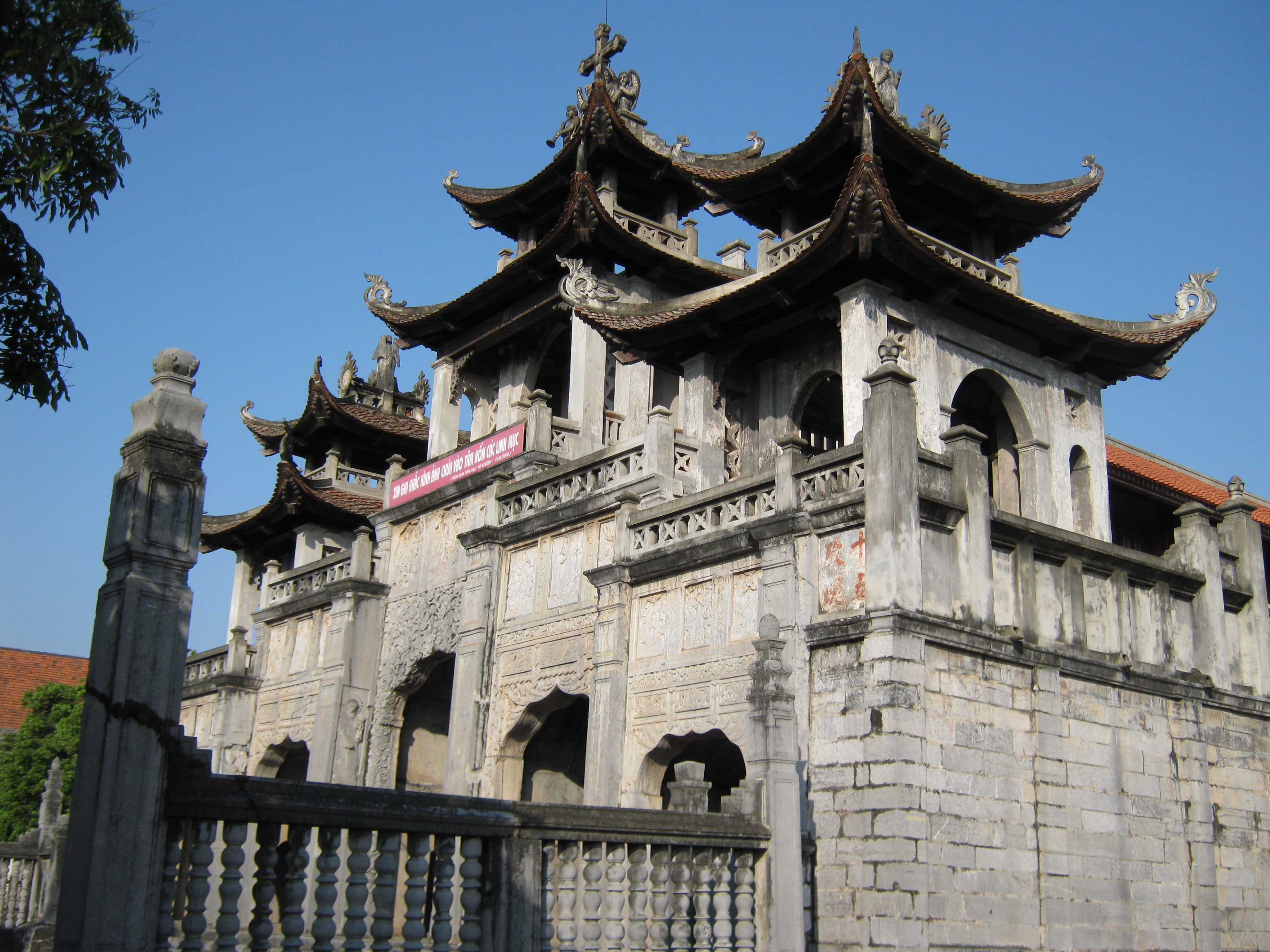
Phat Diem-Ninh Binh
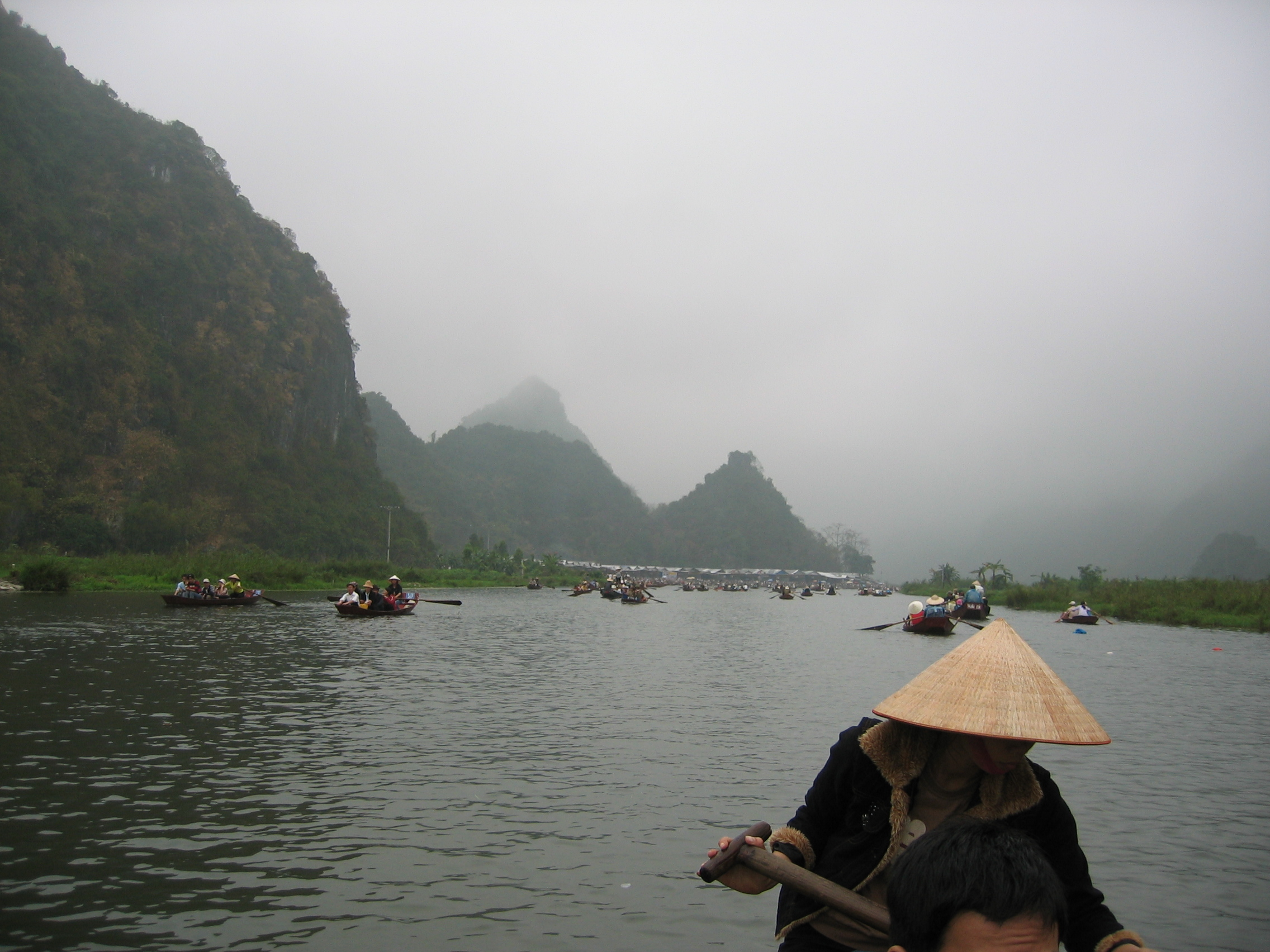
trois grottes-Ninh Binh
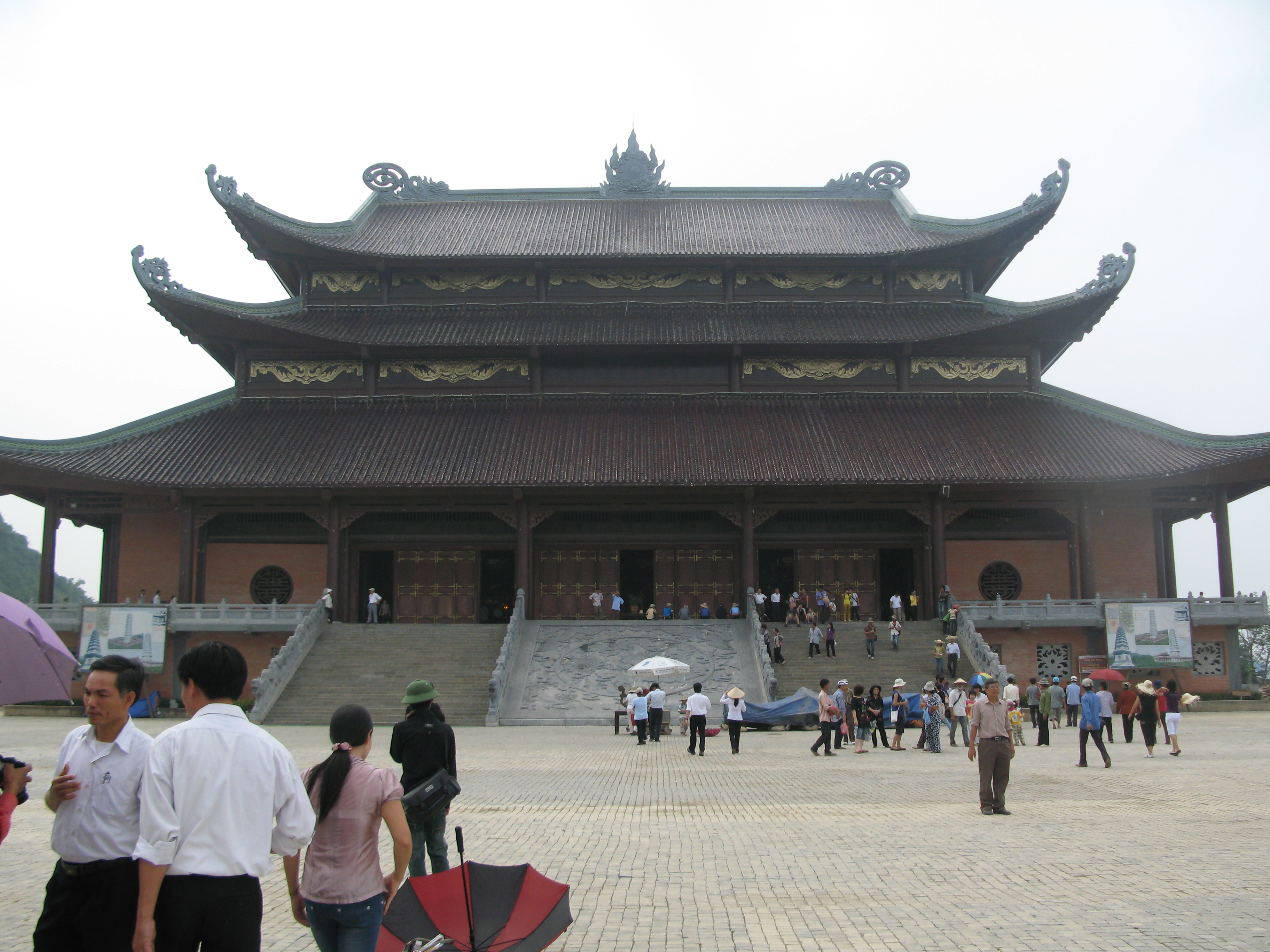
Bái Đính -Ninh Binh
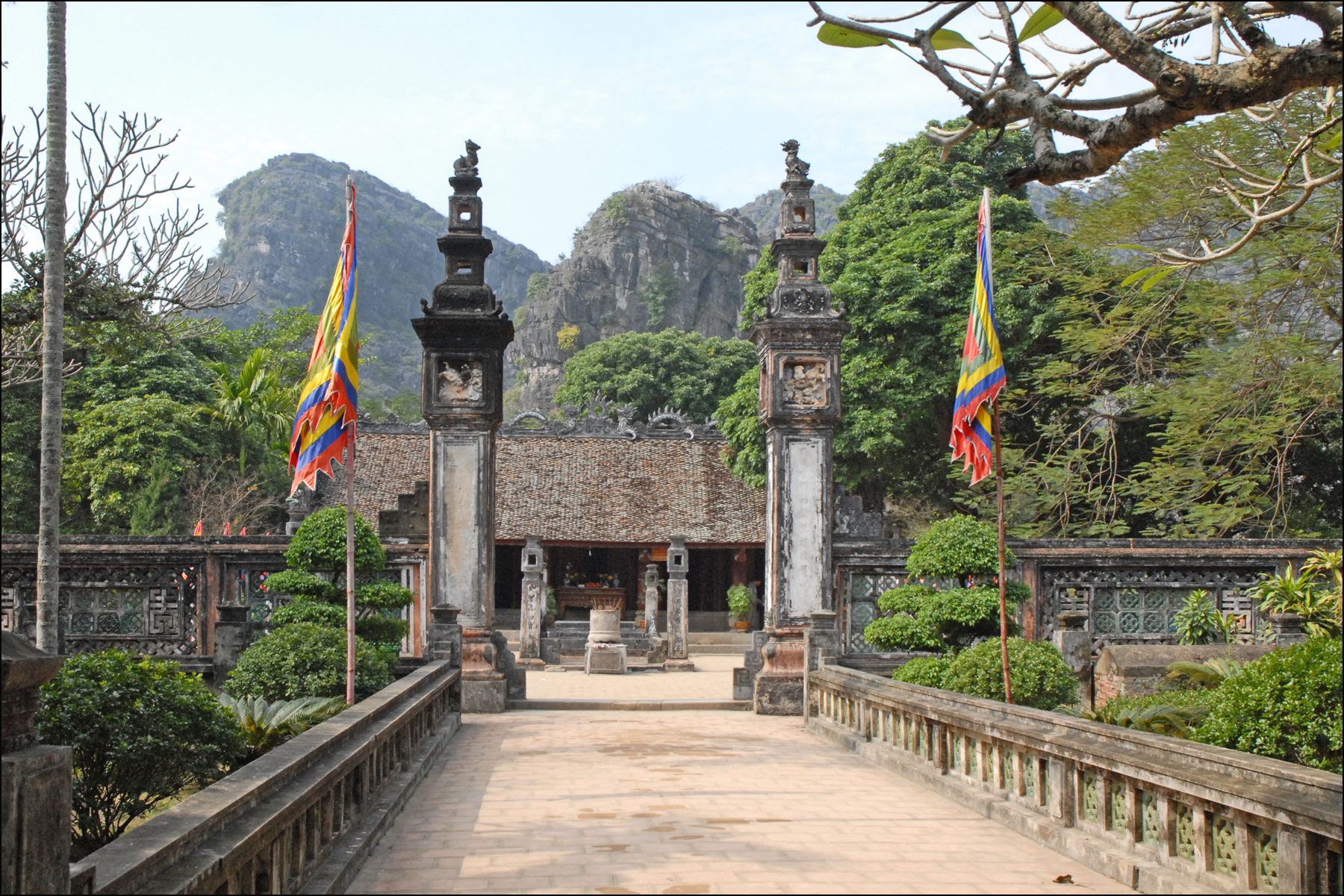
Hoa Lu-Ninh Binh
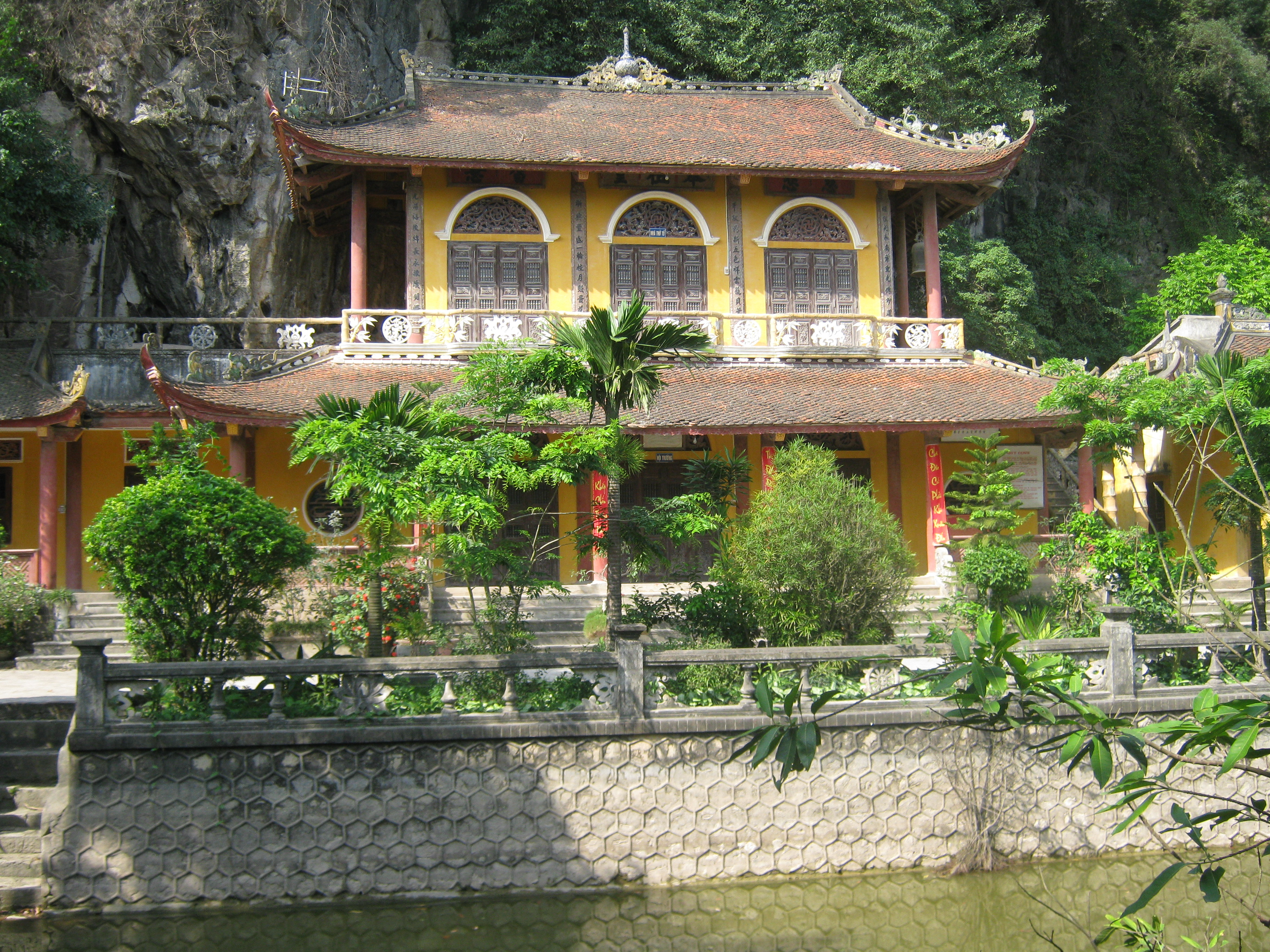
Dinh Long-Ninh Binh
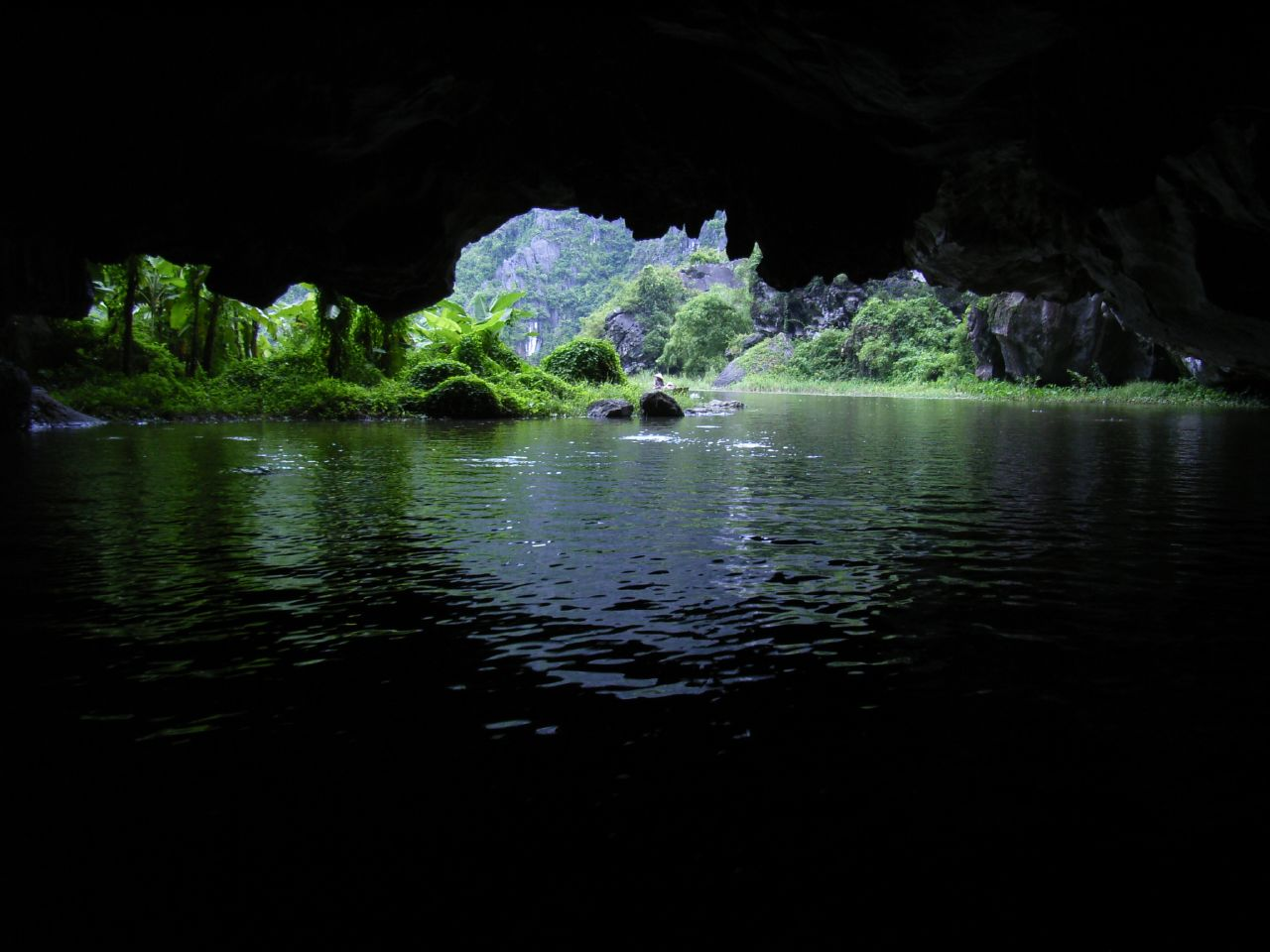
Tam Coc - Bich Dong